# Quirijn Johan van Swinderen
Jonkheer Quirijn Johan van Swinderen (Groningen, 13 februari 1880 – Loosdrecht, 12 november 1959) was een Nederlandse politicus.
Van Swinderen kreeg onderwijs op de kostschool Instituut Noorthey, waarna hij zijn opleiding kreeg aan het gymnasium in Amsterdam. In 1904 slaagde hij voor het examen middelbaar onderwijs Staatsinrichting.
In 1909 werd Van Swinderen benoemd tot burgemeester van Loosdrecht waar hem in februari 1945 op verzoek ontslag werd verleend. In 1931 werd hij tevens benoemd tot dijkgraaf van het hoogheemraadschap Zeeburg en Diemen. Daarnaast was hij vanaf de oprichting in 1917 voorzitter van het Groene Kruis in Loosdrecht, een functie die hij bekleedde tot een half jaar voor zijn overlijden. Hij werd na zijn aftreden benoemd tot erevoorzitter van deze vereniging.
Hij was de zoon van jurist Petrus Johannes van Swinderen en barones Christine Wilhelmine Isabelle van Imhoff.
Op 24 juni 1915 huwde hij met Aleide Anna de Beaufort (1884-1933) met wie hij vijf kinderen kreeg. Op 2 oktober 1940 hertrouwde hij met Olga Ernestine Henriette van Eeghen (1889-1954).
- Biografisch Portaal: 20525381